# هوای محیط
هوای محیط (به انگلیسی: Ambient Weather)، یک ایستگاه هواشناسی و تولیدکننده نرم‌افزار مستقر در آریزونا است که در فروش راه‌حل‌ها و محصولات سفارشی برای خانه و اداره، صنعت، مدارس، استراحتگاه‌ها، دولت و رسانه‌ها تخصص دارد.
رشد استثنایی این شرکت باعث شده‌است که آنها در شرکت Inc. فهرست ۵۰۰/۵۰۰۰ برتر مجله Honor Roll از سریع‌ترین شرکت‌های خصوصی در حال رشد برای پنج سال پی‌درپی (۲۰۰۴–۲۰۰۸)، و آنها به عنوان یکی از ۵۰۰ خرده‌فروش بزرگ اینترنتی بر اساس فروش سالانه در ایالات متحده بر اساس اینترنت، مجله خرده‌فروشی در سال ۲۰۰۷ انتخاب شدند.